# Independence Park
Independence Park è un complesso sportivo e culturale a Kingston, in Giamaica, costruito per i Giochi dell'Impero Britannico e del Commonwealth del 1966. Ospita una varietà di impianti sportivi. Una statua di Bob Marley segna l'ingresso al sito. Il principale impianto sportivo del complesso è lo Stadio Nazionale (National Stadium).

## Lo stadio nazionale
Lo stadio nazionale è utilizzato principalmente per il calcio (essendo il campo di casa della Federcalcio giamaicana) ma è anche considerato l'apice della competizione atletica nelle Indie occidentali essendo sede della squadra atletica nazionale della Giamaica per i Giochi Olimpici e i Giochi del Commonwealth.
Fu costruito per i Giochi del Centro America e dei Caraibi del 1962, per i quali fu lo stadio principale che ospitava le cerimonie di apertura e chiusura, l'atletica leggera e gli eventi ciclistici. È stata anche la sede dei Giochi dell'Impero Britannico e del Commonwealth del 1966. Contiene 35.000 persone.